# Distretto di Khushab
Il distretto di Khushab (in urdu: ضلع خوشاب) è un distretto del Punjab, in Pakistan, che ha come capoluogo Khushab. Nel 1998 possedeva una popolazione di 905.711 abitanti.